# Kotakotas
 (septembre 2012).
Si vous disposez d'ouvrages ou d'articles de référence ou si vous connaissez des sites web de qualité traitant du thème abordé ici, merci de compléter l'article en donnant les références utiles à sa vérifiabilité et en les liant à la section « Notes et références ».
Les Kotakotas sont une ethnie gabonaise, qui se trouve dans la partie Ouest du Gabon, dans la province du Moyen-Ogooué plus précisément dans la localité de Ndjolé. Ce peuple, en voie de disparition, se dénombre à environ moins de 100 locuteurs dans le Gabon.  

## Localisation du peuple Kotakota
Le kotakota est une langue parlée dans la province du Moyen-Ogooué, particulièrement  dans le village Junckville-Otoumbi, située dans le département de l'Abanga-Bigné, canton Ebel Alembé à 65 km de la commune de Ndjolé. Les Fangs, autre ethnie du Gabon, voisins immédiats des Bakotas parlant le Kotakota, les appellent  mekora du même glossonyme donné aux populations parlant ikota dans la province de l'Ogooué Ivindo. Grands piroguiers, longtemps confondus aux Ikota de Makokou, en fait les Kotakota dérivent des Apinzi de l'Ogooué (il existait deux regroupements d'Apinzi, ceux de la Ngouniè très nombreux et de l'Ogooué moins nombreux) et sont un peuple des rivières parlant la même langue que les Okandè et Apinzi. Ils furent avec les Okandè les premiers à naviguer l'Ogooué dans sa partie la plus complèxe (Lambaréné et Booué)et toute sa longueur. Midibet « roi des Okota » a longtemps monopolisé le passage entre Ndjolé et Lélédi (avant la Lopé) dans l'Ogooué. Les Kotakota achetaient des esclaves à la Lopé en pays des Okandè, mais ne les revendaient point, car ils les utilisaient dans divers travaux (pêche, chasse, menage, champs, etc.) Les Kotakotas comme les Okandè sont les seules tribus du groupe B-30 ayant abandonné le Bwiti au profit d'autres rites initiatiques méconnus (Douwa, Diyandzi et Ghétolè) d'autres du même groupe linguistique, le Mwiri et le nièmbè restent encore ancrés dans leurs mœurs, ils en ont fait des religions comme les Okandè. Il faut souligné au passage que leurs cousins apindji les nomment "Ghépindzi sa mokota" pendant que les Okandè les désignent "Mokota sa ghapindzi", afin de marquer la différence avec les apindzi de Mouila. Eux-mêmes se baptisent « Bakota sa ghapindzi » pour désigner le peuple tout entier, « dikota sa ghapindzi » pour la langue parlée et enfin « kotakota sa ghapindzi » pour désigner un sujet.

## Les migrations du peuple Kotakota
Selon Pierre Savorgnan de Brazza, les Okotas, appellation donnée par l'administration au peuple Kotakota, sont un peuple des eaux jadis établi sur les deux rives de la rivière Okano. Refoulés par les Pahouins (autre dénomination des Fangs), ils ont rejoint les Inengas et les Galois (appelés aussi Galoa) desquels ils ont adopté les mœurs, mais ont gardé entre eux une langue spéciale. Passé les rapides, les montagnes, collines et l'Ile Eménié, une demi-douzaine de villages sur la rive gauche constituent la tribu des Okota-yalimbongos.
Selon Eckendorf, cité par Mayer (Professeur à l'Université Omar Bongo de Libreville au Gabon) dans l'Histoire de la Famille Gabonaise, un administrateur longtemps en poste au Gabon, l'appellation Okota s'appliquait à un petit groupe migratoire estimé à 150 personnes, dit " cas d'espèce et un exemple de laboratoire". Ce peuple installé entre Ndjolé et Booué à proximité du confluent de l'Okano et de l'Ogooué a été rencontré en 1946. En outre, plus étrange est le fait que ce peuple chemin faisant avait changé de système de filiation.
Suivant les reconstructions effectuées par J.J Eckendorf, nous voilà en pleine histoire de la famille gabonaise qui pour les Okota aurait débuté vers les années 1750 et 1800. Ainsi les Ikotas entreprirent l'exode vers le sud sous la pression des populations Bekwel, elles-mêmes mises en route par les populations Fang et Bashiwa. Au cours de leur exode, un rameau s'en détacha sous la conduite d'un certain Midibé et se dirigea vers l'Estuaire du Gabon. Là-bas, ces Ikotas  entrèrent en alliance par des mariages. Débouchant sur l'Ogooué aux environs de l'actuel Ndjolé, ils s'établirent plus amont aux abords de la rivière Lélédi. Actuellement ce peuple ne serait plus en voie d'extinction mais de mixage entre fang, kwele et dérivé de kota dont les Osamahi, les Bugôme, les Mahongwè, les Sakè. Ils formeraient donc l'un des groupes ethniques le plus important du Gabon(cinquième derrière les Fangs, les Nzebi, Punu....). Ils sont aujourd'hui originaires de l'Ogooué-Ivindo, plus grande province (en termes de superficie) au nord-est et se reconnaitraient également sur le nom des Bakota autrement dit les Ikota.